# إد أوبانون
إد أوبانون (بالإنجليزية: Ed O'Bannon) مواليد 14 أغسطس 1972 في لوس أنجلوس، هو لاعب كرة سلة أمريكي معتزل تحول إلى التدريب بعد الاعتزال بدأ مسيرته الاحترافية في سنة 1995 حيث تم اختياره من قبل فريق بروكلين نتس خلال الدرافت، وحمل الرقم 31. يبلغ طوله 6 قدم 8 بوصة (2.0 م). اعتزل اللعب في 2004.

## فرق لعب لها
- بروكلين نتس
- دالاس مافيريكس
- نادي بلد الوليد لكرة السلة

## إحصائيات المسيرة
| السنة   | الفريق         | لعب | بدأ | دقيقة | ميداني% | ثلاثية | حرة  | ارتداد | صنع | استلاب | تصدي | نقطة |
| ------- | -------------- | --- | --- | ----- | ------- | ------ | ---- | ------ | --- | ------ | ---- | ---- |
| 1995–96 | بروكلين نتس    | 64  | 29  | 19.6  | .390    | .179   | .713 | 2.6    | 1.0 | 0.7    | 0.2  | 6.2  |
| 1996–97 | بروكلين نتس    | 45  | 5   | 14.1  | .367    | .283   | .870 | 2.5    | 0.6 | 0.5    | 0.2  | 4.2  |
| 1996–97 | دالاس مافيريكس | 19  | 0   | 9.2   | .236    | .100   | .917 | 1.9    | 0.6 | 0.3    | 0.1  | 2.4  |
| المسيرة | المسيرة        | 128 | 34  | 16.1  | .367    | .222   | .755 | 2.5    | 0.8 | 0.6    | 0.2  | 5.0  |

## روابط خارجية
- إد أوبانون على موقع إن بي أي (الإنجليزية)
- إد أوبانون على موقع سبورتس رفرنس (الإنجليزية)
- إد أوبانون على موقع الدوري الإسباني لكرة السلة (الإسبانية)
- إد أوبانون على موقع كرة السلة الأوروبية.كوم (الإنجليزية)
- إد أوبانون على موقع كلية كرة السلة في سبورتس رفرنس.كوم (الإنجليزية)
- إد أوبانون على موقع ريلجم (الإنجليزية)
- إد أوبانون على موقع بروبوليرز (الإنجليزية)
- إد أوبانون على موقع سبورتس رفرنس (الإنجليزية)